# Taxi Sofia
Pour plus de détails, voir Fiche technique et Distribution.
Taxi Sofia (Посоки, Posoki) est un film bulgare réalisé par Stephan Komandarev, sorti en 2017.

## Fiche technique
Sauf indication contraire, les informations mentionnées dans cette section peuvent être confirmées par la base de données cinématographiques IMDb,  présente dans la section « Liens externes ».
- Titre original : Посоки, Posoki
- Titre français : Taxi Sofia
- Réalisation : Stephan Komandarev
- Scénario : Stephan Komandarev et Simeon Ventsislavov
- Costumes : Zaklina Krstevska
- Photographie : Vesselin Hristov
- Montage : Nina Altaparmakova
- Pays d'origine : Bulgarie
- Format : Couleurs - 2,35:1
- Genre : drame
- Durée : 103 minutes
- Date de sortie :
  - France : 26 mai 2017 (Festival de Cannes), 11 octobre 2017 (sortie nationale)

## Distribution
- Vasil Banov : Kosta
- Assen Blatechki : Joro

## Sortie et accueil

### Accueil critique
En France, le site Allociné propose une moyenne de 3,1⁄5, d'après l'interprétation de 13 critiques de presse.

## Distinctions

### Récompense
- CinEast 2017 : prix de la critique

### Sélections
- Festival de Cannes 2017 : sélection en section Un certain regard
- Festival international du film de Transylvanie 2018 : sélection en section Focus Bulgaria